# Creysse (Lot)
Creysse – miejscowość i gmina we Francji, w regionie Oksytania, w departamencie Lot.
Według danych na rok 1990 gminę zamieszkiwało 227 osób, a gęstość zaludnienia wynosiła 24 osób/km² (wśród 3020 gmin regionu Midi-Pireneje Creysse plasuje się na 836. miejscu pod względem liczby ludności, natomiast pod względem powierzchni na miejscu 1131.).